# Aigasvivas
Aigasvivas (francès Aigues-Vives) és un municipi francès situat al departament de l'Arieja i a la regió d'Occitània.